# دومينيك بريسلي
دومينيك بريسلي (بالإنجليزية: Dominic Pressley)‏ مواليد 30 مايو 1964 في واشنطن العاصمة، هو لاعب كرة سلة أمريكي معتزل. تم اختياره من قبل فريق سياتل سوبرسونيكس خلال الدرافت. يبلغ طوله 6 قدم 2 بوصة (1.9 م). لعب مع واشنطن ويزاردز وشيكاغو بولز.

## روابط خارجية
- دومينيك بريسلي على موقع إن بي أي (الإنجليزية)
- دومينيك بريسلي على موقع سبورتس رفرنس (الإنجليزية)
- دومينيك بريسلي على موقع كلية كرة السلة في سبورتس رفرنس.كوم (الإنجليزية)
- دومينيك بريسلي على موقع ريلجم (الإنجليزية)
- دومينيك بريسلي على موقع بروبوليرز (الإنجليزية)